# Benjamin Dernbecher
Benjamin Dernbecher (* 23. März 1969 in Berlin) ist ein deutscher Kameramann.
Dernbecher arbeitete seit 1990 als Kameraassistent und studierte von 1993 bis 1998 Kamera an der Filmakademie Baden-Württemberg in Ludwigsburg. 2000 drehte er seinen ersten Spielfilm fürs Fernsehen, Schimanski muss leiden. Die Sat.1-Filme Wie das Leben so spielt (2004) und Der sechste Sinn (2006) aus der Reihe Blond: Eva Blond!, bei denen er als Kameramann wirkte, wurden für den Grimme-Preis nominiert. Sein erster Kinofilm war Yugotrip von Nadya Derado, weitere Arbeiten fürs Kino sind die Filmbiografie Das wilde Leben über Uschi Obermaier sowie die Kinderfilme Die Wilden Kerle 4 und Die Wilden Kerle 5. Fürs Fernsehen war er auch bei mehreren Tatort- und KDD – Kriminaldauerdienst-Folgen und beim ARD-Mittwochsfilm Das geteilte Glück tätig. Dernbecher wohnt und arbeitet in Berlin.
Dernbecher ist Mitglied im Berufsverband Kinematografie (BVK).

## Filmografie (Auswahl)
- 2000: Schimanski muss leiden
- 2001: Lieber Brad
- 2002: Tatort: Totentanz
- 2002: Tatort: Schützlinge
- 2003: Tage des Sturms
- 2003: Tatort: Väter
- 2004: Yugotrip
- 2004: Blond: Eva Blond! – Wie das Leben so spielt
- 2006: Blond: Eva Blond! – Der sechste Sinn
- 2006: Unter Verdacht: Willkommen im Club (Fernsehreihe)
- 2007: Das wilde Leben
- 2007: Die Wilden Kerle 4
- 2008: Die Wilden Kerle 5
- 2010: Das geteilte Glück
- 2011: Fliegende Fische müssen ins Meer
- 2011: Polnische Ostern
- 2012: Türkisch für Anfänger
- 2013: V8 – Du willst der Beste sein
- 2015: V8 – Die Rache der Nitros
- 2015: Frühling zu zweit
- 2016: Die Wilden Kerle – Die Legende lebt!
- 2016: Verrückt nach Fixi
- 2017: Tatort: Fürchte dich
- 2017: Chaos-Queens: Für jede Lösung ein Problem
- 2018: Wendy 2 – Freundschaft für immer
- 2019: Billy Kuckuck – Eine gute Mutter
- 2020: Billy Kuckuck – Aber bitte mit Sahne!
- 2021: Billy Kuckuck – Angezählt
- 2022: Tatort: Gier und Angst
- 2023: Wolfsjagd